# Order zasługi FIFA
Order zasługi FIFA - najwyższy rodzaj odznaczenia przyznawanego przez FIFA. O tym, kto zdobędzie to odznaczenie, decyduje specjalny coroczny kongres FIFA. Nagrodę tę najczęściej dostają osobistości związane z samą piłką nożną (np. piłkarze, działacze piłkarscy, kibice danych klubów lub reprezentacji), choć nie zawsze się tak dzieje (przykładem takiego zdobywcy jest Nelson Mandela). W 2004 roku dodatkowo specjalny kongres nadał też wybranym podmiotom order stulecia zasługi FIFA.

## Zdobywcy orderu

### Piłkarze
| Zdobywca          | Rok przyznania | Narodowość piłkarza       |
| Lew Jaszyn        | 1988           | Rosja                     |
| Francisco Varallo | 1994           | Argentyna                 |
| Zico              | 1996           | Brazylia                  |
| Bobby Moore       | 1996           | Anglia                    |
| Salif Keita       | 1996           | Mali                      |
| Michelle Akers    | 1998           | Stany Zjednoczone         |
| Larbi Ben Barek   | 1998           | Maroko                    |
| Gilmar            | 1998           | Brazylia                  |
| Gerd Müller       | 1998           | Niemcy                    |
| Fernand Sastre    | 1998           | Francja                   |
| Franz Beckenbauer | 2004           | Niemcy (order stulecia)   |
| Pelé              | 2004           | Brazylia (order stulecia) |
| Lee Ramoon        | 2004           | Kajmany (wyspy)           |
| Johnny Warren     | 2004           | Australia                 |
| Paolo Maldini     | 2008           | Włochy                    |
| Dino Zoff         | 2008           | Włochy                    |
| Bobby Robson      | 2009           | Anglia                    |
| Johan Cruijff     | 2010           | Holandia                  |
| Steve Sumner      | 2010           | Nowa Zelandia             |

### Sędziowie piłkarscy
| Zdobywca             | Rok przyznania | Narodowość sędziego |
| Farouk Bouzo         | 1996           | Syria               |
| Javier Arriaga Muñiz | 1996           | Meksyk              |

### Działacze piłkarscy
| Zdobywca            | Rok przyznania | Narodowość działacza      |
| Chen Chengda        | 1994           | Chiny                     |
| Maurice Burlaz      | 1996           | Francja                   |
| Guillermo Canedo    | 1998           | Meksyk                    |
| Henry Fok           | 1998           | Hongkong/Chiny            |
| Julio Grondona      | 1998           | Argentyna                 |
| Vyacheslav Koloskov | 1998           | Rosja                     |
| Bert Millichip      | 1998           | Anglia                    |
| Karl Heinz Weigang  | 1998           | Niemcy                    |
| Santiago Bernabéu   | 2002           | Hiszpania                 |
| João Havelange      | 2004           | Brazylia (order stulecia) |
| Jules Rimet         | 2004           | Francja (order stulecia)  |
| Nodar Achalkaci     | 2008           | Gruzja                    |
| Lisle Austin        | 2010           | Barbados                  |
| Junji Ogura         | 2010           | Japonia                   |

### Inni
| Zdobywca        | Rok przyznania | Narodowość        |
| Henry Kissinger | 1996           | Stany Zjednoczone |
| Nelson Mandela  | 1998           | RPA               |

### Kluby
| Zdobywca       | Rok przyznania | Kraj                       |
| Real Madrid    | 2004           | Hiszpania (order stulecia) |
| Sheffield F.C. | 2004           | Anglia (order stulecia)    |

### Firmy
| Zdobywca                                         | Rok przyznania | Kraj                               |  |
| Douglas Ivester                                  | 1996           | Stany Zjednoczone                  |  |
| Adidas                                           | 2004           | Niemcy (order stulecia)            |  |
| Coca-Cola                                        | 2004           | Stany Zjednoczone (order stulecia) |  |
| Association Internationale de la Presse Sportive | 2004           | Francja (order stulecia)           |  |

### Inne
| Nazwa                    | Rok przyznania        |
| Kibice Japonii           | 2004 (order stulecia) |
| Kibice Korei Południowej | 2004 (order stulecia) |
| Telewizja                | 2004 (order stulecia) |
| Sheffield Unitex         | 2004 (order stulecia) |